# 焦虎镇
焦虎乡，是中国河南省滑县下辖的一个乡镇级行政单位。

## 行政区划
焦虎乡共辖以下地区：
焦西村、焦刘村、焦王村、焦北东村、焦南街村、焦北西村、缑庄村、暴庄村、崔庄村、赵庄村、郝庄村、姚寨村、陈庄村、蒿庄村、樊庄村、关刘村、关邓村、前张村、桑科营前街村、委桑科营后街村、委毛庄村、陶寺村、刘档村、韩王村、田二庄后孔村、委田二庄前王村、游庄村、青庄村、晏口村、满村、米口村、马村、东胡村、张胡村、西胡村、双沟村、何庄村、沙河村、阳兆村、齐营村、祁屯村、邓庄村、小宿村、曹庄村、小营村、阳店村、屯集村、小井村。